# Days of the New
Days of the New war eine US-amerikanische Rockband aus Charlestown, Indiana, die 1995 gegründet wurde. Später siedelte sie nach Louisville, Kentucky um. Die Band bestand aus Sänger Travis Meeks und etlichen weiteren Musikern. Bekannt wurde sie durch Hitsingles wie "Touch, Peel and Stand", "The Down Town", "Shelf in the Room" und "Enemy". Auch Radiohits wie "Weapon and the Wound", "Hang On to This" und "Die Born" zählen zu ihren Erfolgen. "Touch, Peel and Stand" wurde vom Magazin Billboard zum ″Greatest of All-Time Mainstream Rock Song″ gewählt.

## Geschichte
Die Band wurde von Meeks zunächst als Akustik-Soloprojekt gegründet, als er noch im Teenageralter war. Das selbstbetitelte, aber informell als Yellow oder Orange bekannte Debütalbum wurde 1997 veröffentlicht. Meeks spielte darauf mit Jesse Vest, Todd Whitener und Mat Taul. Vest, Whitener und Taul gründeten dann später Tantric. Auf ihrem zweiten Album aus dem Jahr 1999, ebenso selbstbetitelt und als das Green Album bekannt, war der zukünftige Popstar Nicole Scherzinger kurzzeitig Bestandteil der Band. Später waren Schlagzeuger Ray Rizzo, Bassist Mike Starr (Alice in Chains) und Bassist Charlie Colin (Train) Bandmitglieder. Das dritte und letzte von Days of the News Alben, wiederum selbstbetitelt und als das Red Album bekannt, wurde 2001 veröffentlicht. Die Band existierte bis 2014.

## Diskografie

### Studioalben
| Jahr                                      | Album                                                                                           | Charts | Charts | Charts | Charts | Auszeichnungen für Musikverkäufe              |
| Jahr                                      | Album                                                                                           | US     | AUS    | NZL    | UK     | Auszeichnungen für Musikverkäufe              |
| ----------------------------------------- | ----------------------------------------------------------------------------------------------- | ------ | ------ | ------ | ------ | --------------------------------------------- |
| 1997                                      | Days of the New (Yellow) - Released: June 3, 1997 - Label: Outpost (30004) - Format: CD, CS     | 54     | 47     | 1      | 183    | - RIAA: Platinum - MC: Platinum - RIANZ: Gold |
| 1999                                      | Days of the New (Green) - Released: August 31, 1999 - Label: Outpost (30037) - Format: CD, CS   | 40     | 93     | —      | —      |                                               |
| 2001                                      | Days of the New (Red) - Released: September 25, 2001 - Label: Outpost (490767) - Format: CD, CS | 91     | —      | —      | —      |                                               |
| "—" denotes a release that did not chart. |                                                                                                 |        |        |        |        |                                               |

### Unveröffentlichte Alben
| Jahr | Alben                                          |
| ---- | ---------------------------------------------- |
| 2004 | Days of the New (Purple, Crimson or Grey)      |
| 2008 | Days of the New Presents Tree Colors (Rainbow) |
| 2014 | Aqua Marine Shuttle (Blue EP)                  |

Diese Alben wurden zunächst auf einem anscheinend inoffiziellen YouTube-Kanal veröffentlicht und aus hochgeladenen Titeln und Outtakes rekonstruiert, der später zum offiziellen Kanal von Travis Meeks wurde.

### Livealben
| Jahr | Album                                      |
| ---- | ------------------------------------------ |
| 2004 | Live Bootleg - Release: 2004 - Formats: CD |

### Kompilationen
| Jahr | Album                                                                                       |
| ---- | ------------------------------------------------------------------------------------------- |
| 2008 | The Definitive Collection - Released: March 4, 2008 - Label: Geffen (1046602) - Formats: CD |

### Singles
| 1997                                      | "Touch, Peel and Stand" | 6  | 1  | 38 | 35 | 88 | Days of the New (yellow) |
| 1998                                      | "The Down Town"         | 19 | 1  | —  | —  | —  | Days of the New (yellow) |
| 1998                                      | "Shelf in the Room"     | 22 | 3  | 90 | —  | —  | Days of the New (yellow) |
| 1999                                      | "Enemy"                 | 10 | 2  | —  | —  | —  | Days of the New (green)  |
| 2000                                      | "Weapon & the Wound"    | —  | 10 | —  | —  | —  | Days of the New (green)  |
| 2001                                      | "Hang on to This"       | —  | 18 | —  | —  | —  | Days of the New (red)    |
| 2002                                      | "Die Born"              | —  | —  | —  | —  | —  | Days of the New (red)    |
| "—" denotes a release that did not chart. |                         |    |    |    |    |    |                          |

### Soundtracks und weitere Featurings
- "Independent Slaves" – von der Touch, Peel and Stand Single und auf dem Crow: Salvation Soundtrack
- "Got to Be You" – von der Touch, Peel and Stand Single und auf 2 Guitars, Bass & Drums: Songs For Survival
- "Special Guide" – von der Shelf in the Room Single
- "Seasons Change" – vom Half Baked Soundtrack
- "Two Faces" – vom Varsity Blues Soundtrack
- "Running Knees" – vom Godzilla Soundtrack
- "Rough Day" – vom Heavy Metal 2000 Soundtrack
- "L.A. Woman" und "The End" – von Stoned Immaculate: The Music of The Doors

### Musikvideos
| Titel                   |
| ----------------------- |
| "Touch, Peel and Stand" |
| "The Down Town"         |
| "Shelf In The Room"     |
| "Enemy"                 |